# Banksia subg. Banksia
Banksia subg. Banksia es un subgénero de Banksia. En ella se clasifican las especies de Banksia "típicas", es decir, aquellas con grandes puntos en la flor y las cabezas de las semillas en los "conos" característicos del género Banksia. Como tal, incluye todas las especies de Banksia excepto tres. Estas tres especies atípicas tienen inflorescencias formando una cúpula en la cabeza y se clasifican en el subgénero Banksia subg. Isostylis.
El subgénero Banksia subg. Banksia se divide en tres secciones, dependiendo principalmente de la forma del estilo:
- Las especies de la sección Banksia sect. Banksia tienen un estilo recto o curvo, pero nunca se enganchan. Esta sección tiene alrededor de 50 especies que se subdividen en nueve series;
- La Sección Banksia sect. Coccinea tiene única especie Banksia coccinea;
- La Sección Banksia sect. Oncostylis incluye la especie de estilo con gancho. Tiene cerca de 20 especies y se divide en cuatro series.